# العلاقات بين فرنسا والأمريكتين

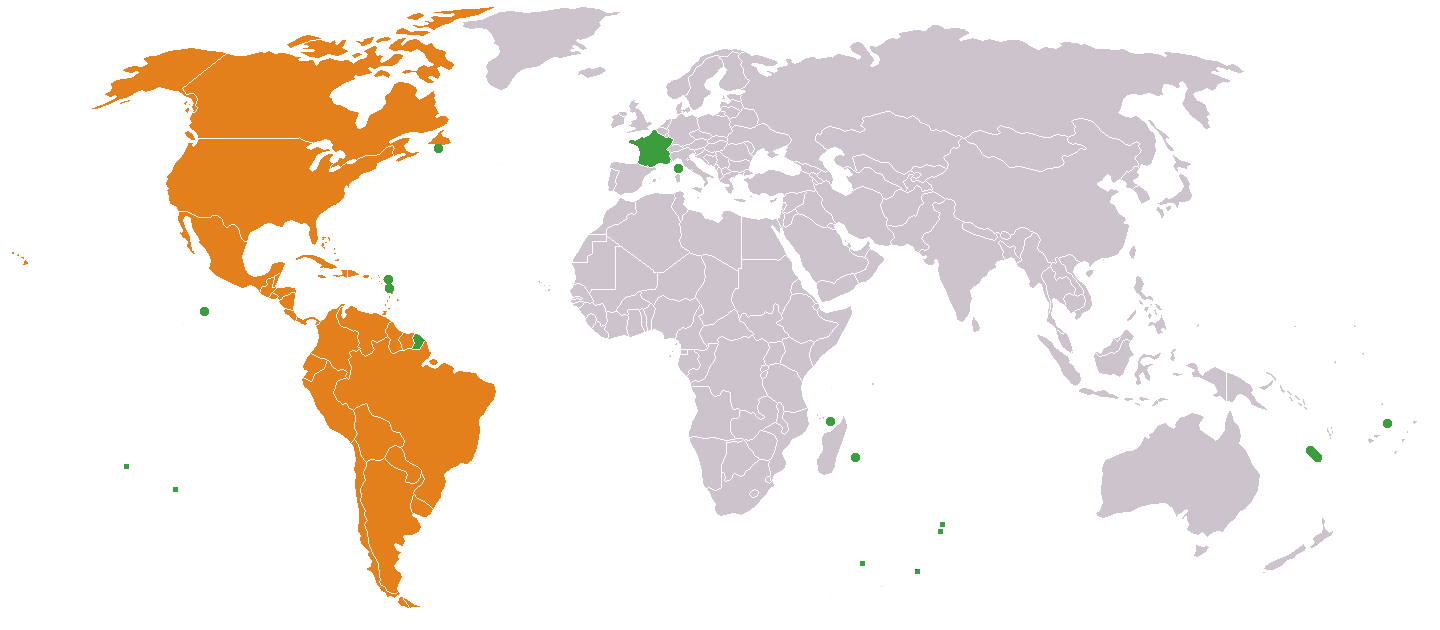
تمتد العلاقات بين فرنسا والأمريكتين على فترة أكثر من خمس مائة عام.

بدأت العلاقات بين فرنسا والأمريكتين في القرن السادس عشر، بعد فترة وجيزة من اكتشاف كريستوفر كولومبوس للعالم الجديد، وتطورت على مدى عدة قرون.

## القرن العشرون
أصبحت العلاقات الفرنسية بالعالم الجديد ذات أهمية كبيرة بشكل مفاجئ، إذ دخلت في سياق بحث أوسع عن حلفاء جدد، وذلك عندما كانت فرنسا في حالة حرب مع ألمانيا في عام 1914 (الحرب العالمية الأولى). دخلت جزيرة نيوفندلاند الكندية، وجزر الهند الغربية البريطانية في حالة حرب بشكل سريع كجزء من الإمبراطورية البريطانية. كان السكان الكنديون الفرنسيون أقل حماسًا بشأن الحرب، وذلك على الرغم من النداءات للدفاع عن وطنهم الأم. كان دخول الولايات المتحدة في نهاية المطاف إلى الحرب بمثابة دفعة كبيرة للحلفاء على الجبهة الغربية، بما في ذلك فرنسا، ومهد الطريق لحلفاء الولايات المتحدة الأمريكيين اللاتينيين لإعلان الحرب على القوى الأساسية (ولكنهم لم يُرسِلوا قواتهم إلى أوروبا)، بما في ذلك كوبا، وبنما، وغواتيمالا، ونيكاراغوا، وكوستاريكا، وهندوراس، وهايتي. أرسلت البرازيل بعض الإمدادات البحرية ضد الغواصات الألمانية.
عادت فرنسا إلى احتلال المسائل الأوروبية والاستعمارية من جديد بعد انتهاء الحرب، وخاصة خطر إعادة التسلح الألماني. مُثِّلت فرنسا بعد سقوطها في عام 1940 من قبل حكومتان متنافستان حاولتا الحصول على اعتراف دولي والحفاظ على العلاقات مع العالم الجديد. امتد الصراع بين حركة فرنسا الحرة وفرنسا الفيشية إلى الأمريكتين عندما استولى الفرنسيون الأحرار في عام 1941 على جزيرتي سان بيير وميكلون. أشار دخول الولايات المتحدة في نهاية المطاف في الصراع إلى نهج غالبية دول أمريكا اللاتينية، كما كان الحال في الحرب العالمية الأخيرة. أنشأت منظمة الدول الأمريكية في 21 يوليو عام 1940 اتفاقية دفاع إقليمية في الأمريكتين لإبعاد قوات المحور؛ ولكن دول أمريكا اللاتينية لم ترسل إلا القليل من قواتها إلى أوروبا. تجسد التأثير الأكبر لعلاقات فرنسا مع العالم الجديد خلال الحرب، وربما في كل التاريخ الفرنسي، بمساهمات القوات الأمريكية والكندية التي هبطت في نورماندي خلال اليوم-دي (إنزال نورماندي)، والتي شاركت أيضًا في تحرير فرنسا لاحقًا. هبط الجنرال ديغول على شاطئ جونو حيث كانت المرة الأولى التي يأتي فيها الكنديون إلى هناك.
دخلت فرنسا في منظمة حلف شمال الأطلسي مع كندا والولايات المتحدة بعد الحرب لردع تكرار احتلال الاتحاد السوفيتي لفرنسا. كانت علاقات فرنسا مع ذلك الجزء من العالم الجديد على الأقل أقرب بكثير مما كانت عليه منذ قرن، ولم تتعرض للتوترات حينها. رفضت كل من كندا والولايات المتحدة دعم الإجراءات الفرنسية خلال أزمة السويس في عام 1957، وشجعتا على إنهاء الاستعمار الفرنسي السريع في إفريقيا. توترت العلاقات مع البلدان الناطقة باللغة الإنجليزية في أمريكا الشمالية بشكل خاص بعد وصول شارل ديغول إلى الحكم في عام 1958. خيب ديغول آمال الولايات المتحدة بعد سحبه القوات الفرنسية من هيكل قيادة الناتو في عام 1959؛ وأثار أيضَا غضب كندا بظهوره الداعم لانفصال كيبك في خطابه الذي اشتهر فيه بقوله «تحيا كيبك الحرة» في مونتريال.
شاركت فرنسا أيضًا منذ خمسينيات القرن الماضي في بناء المجموعة الاقتصادية الأوروبية (الاتحاد الأوروبي حاليًا) في كتلة تجارية عالمية رئيسية؛ فأدى ذلك غالبًا إلى نزاعات تجارية مع دول العالم الجديد ولاسيما بشأن مسألة الدعم الزراعي والرسوم الجمركية المتعلقة به.